# Highlight (nhóm nhạc)
Highlight (Hangul: 하이라이트), trước đây là Beast (Hangul: 비스트) là một nhóm nhạc nam của Hàn Quốc. Nhóm bao gồm 4 thành viên: Yoon Doo-joon, Yang Yo-seob, Lee Gi-kwang và Son Dong-woon. Thành viên ban đầu Jang Hyun-seung chính thức rời nhóm vào tháng 4 năm 2016 và Yong Jun-hyung rời nhóm vào tháng 3 năm 2019. Cuối năm 2016, nhóm chuyển công ty từ Cube Entertainment sang Around US Entertainment và sau đó đổi tên thành Highlight vào năm 2017.
Highlight đã cho ra hai album phòng thu tiếng Hàn, bảy mini-album tiếng Hàn, một album phòng thu tiếng Nhật và rất nhiều đĩa đơn khác. Họ ra mắt lần đầu bằng việc phát hành mini-album đầu tiên Beast Is The B2ST vào ngày 16 tháng 10 năm 2009. Năm 2011, nhóm ra mắt album đầy đủ đầu tiên có tên "Fiction and Fact'", thắng ba cúp liên tiếp trên M! Countdown của đài Mnet cho đĩa đơn chủ đề là Fiction. Cùng năm đó, Highlight ra mắt thị trường Nhật Bản bằng đĩa đơn "Shock (phiên bản tiếng Nhật)".
Highlight thu hút sự chú ý do các thành viên từng tham gia vào thị trường âm nhạc nhưng không thu được thành công. Có phương tiện truyền thông gọi nhóm là "nhóm nhạc tái chế". Tuy vậy, nhóm đã gặt hái thành công thương mại và lời khen từ giới phê bình, đoạt giải Bonsang tại Seoul Music Awards trong cả hai năm 2011 và 2012. Nhóm cũng giành giải Nghệ sĩ của năm (Daesang) tại Melon Music Awards và giải Album của năm cho album "Fiction and Fact" tại Gaon Chart Awards quý 2 năm 2011. Bài hát "Fiction" thắng giải Daesang "Bài hát của năm" tại KBS Music Festival 2011.

## Lịch sử nhóm

### Thời kỳ mang tênBeast

#### 2009–2010: Ra mắt và albumShock of the New Era
Trước khi Beast ra mắt, các phương tiện truyền thông Hàn Quốc đưa tin rằng Cube Entertainment sẽ giới thiệu một nhóm nhạc nam có tên là "B2ST", phát âm là "BEAST". Tên gọi được đổi thành "BEAST" trước khi nhóm ra mắt nhưng nhóm vẫn giữ nguyên cách viết kiểu cách "B2ST" trong các ấn phẩm quảng bá của mình. Fandom của Beast có tên là "B2UTY", đọc là "BEAUTY", gợi nhớ đến truyện cổ tích Beauty and the Beast ("Người đẹp và quái thú").
Tháng 10 năm 2009, Beast diễn lần đầu tại sân khấu MTV GongGae Hall và hát live lần đầu trong chương trình Music Bank của đài KBS với ca khúc "Bad Girl". Nhóm phát hành mini-album đầu tiên - Beast Is the B2ST - gồm năm bài hát. Beast thắng giải thưởng đầu tiên - Tân binh của tháng 12 - do Bộ Văn hóa, Thể thao và Du lịch (Hàn Quốc) trao tặng.
Đầu năm 2010, Beast quảng bá đĩa đơn thứ hai mang tên "Mystery" từ mini-album mới của nhóm. Doanh số bán mini-album là 40.000 bản.
Tháng 1 năm 2010, Beast và nhóm nhạc nữ cùng công ty là 4minute ký hợp đồng với hãng ghi âm Universal Music Group nhằm quảng bá ra thị trường quốc tế và phát hành album, đồng thời bắt đầu đợt quảng bá tầm vóc quốc tế lần đầu tiên ra Đài Loan cùng 4MINUTE Nhóm giành Giải thưởng Người mới xuất sắc nhất cùng nhóm nhạc T-ara và After School tạo lễ trao giải Seoul Music Awards lần thứ 19 vào tháng 2 năm 2010.

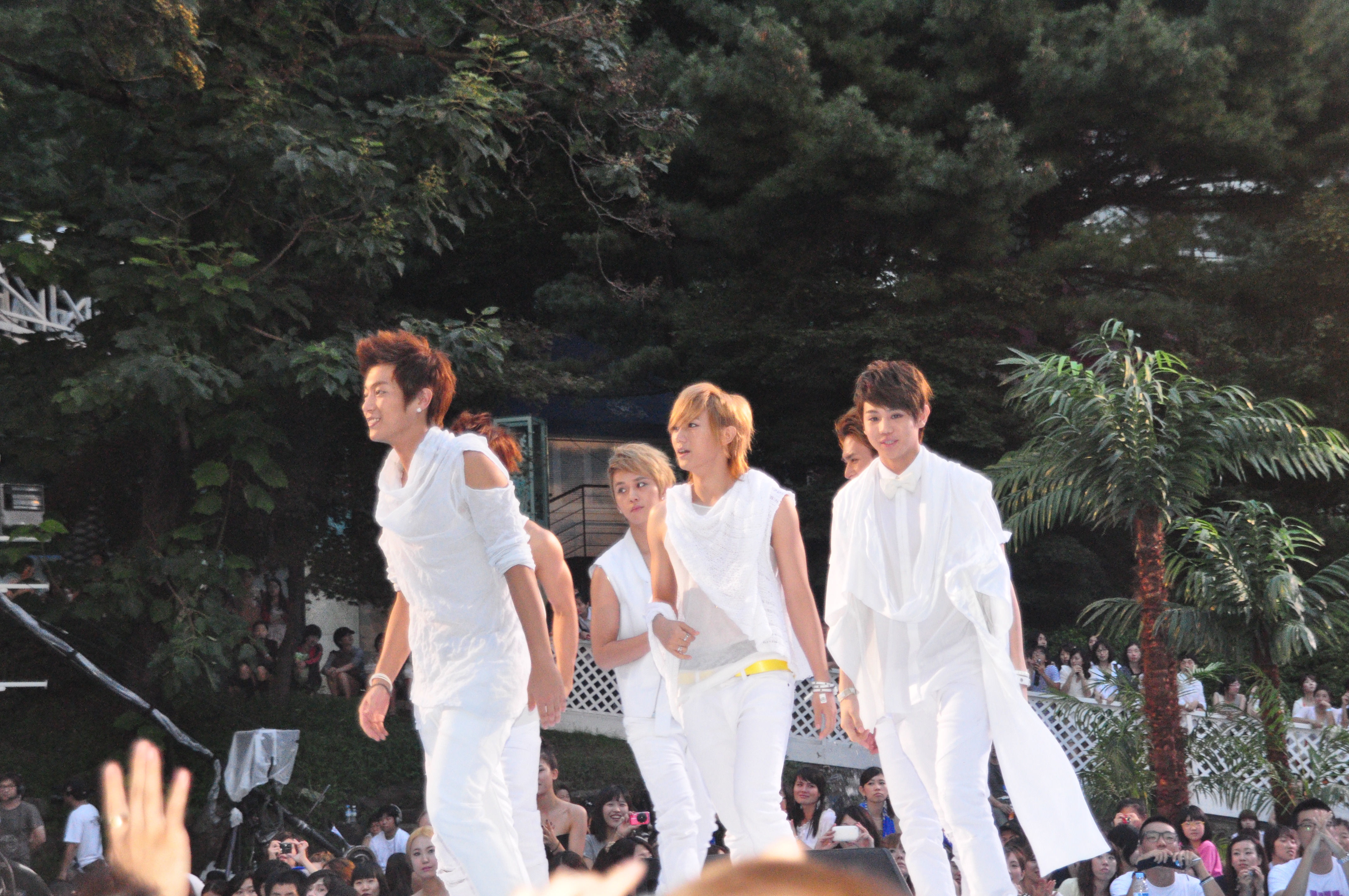
Beast tại Mnet 20's Choice Awards vào tháng 8 năm 2010

Beast phát hành mini-album thứ hai với tên gọi Shock of the New Era vào tháng 3 năm 2010; ca khúc chủ đề là "Shock". Album này ra mắt sớm hơn một ngày so với kế hoạch do bị rò rỉ trên Youtube. Nhóm ghi dấu lần đầu tiên đạt vị trí số một trên Mnet M! Countdown với bài hát "Shock". Album nhanh chóng tiêu thụ được 20.000 bản tại Hàn Quốc và được chứng nhận Đĩa Vàng tại Singapore. Những lời nhận xét về ca khúc chủ đề "Shock" miêu tả bài hát là sự kết hợp của những giọng ca đầy sức mạnh cùng âm nhạc mạnh ảnh hưởng của thể loại rock, đồng thời là sự chuyển hướng khỏi giai điệu pop của đĩa đơn đầu tiên. Người ta cũng khen ngợi phần vũ đạo phức tạp của "Shock" trong các màn biểu diễn live.
Trong đợt quảng bá ca khúc "Shock", nhóm có biểu diễn lại bản ballad "Despite Holding On" (붙잡고도, Butjapgodo, của nhóm nhạc Hàn Quốc Noel) cùng dàn nhạc giao hưởng. Nhóm được công nhận là nhóm nhạc nam có khả năng ca hát xuất sắc. Tháng 4 năm 2010, bản kỹ thuật số của bài hát "Easy" từ album Shock of the New Era được phát hành dưới tên gọi "Easy (Sincere Ver.)". Phiên bản này sử dụng các nhạc cụ dây và dương cầm, ngược với các nhạc cụ âm hưởng hip-hop và nhạc điện tử trong phiên bản gốc của bài hát.
Tháng 8 năm 2010, Beast đoạt giải Đĩa Vàng từ Singapore, Malaysia và Thái Lan nhân dịp "2010 Summer CUBE Stars Party" ở Seoul. BEAST và 4MINUTE cũng trở thành những nhóm nghệ sĩ Hàn Quốc đầu tiên được mời biểu diễn trong màn mở đầu Singapore Youth Olympics. Tại Mnet 20's Choice Awards 2010, nhóm đạt giải Cool Star Award Nhạc sĩ nhạc R&B người Mỹ Omarion xuất hiện bất ngờ với tư cách khách mời trên sân khấu cùng với Beast khi nhóm nhận giải thưởng. Trước đó Omarion đã mời Beast biểu diễn cùng với anh sau khi Omarion xem clip BEAST biểu diễn vũ đạo bài "Ice Box" của anh trên Youtube.

#### 2010:Mastermind,Lights Go On AgainvàMy Story
Ngày 17 tháng 9 năm 2010, Beast phát hành đĩa đơn "Jumeogeul Kkwak Jwigo" (주먹을 꽉 쥐고) lấy từ mini-album thứ ba của nhóm mang tựa đề Mastermind (phát hành ngày 28 tháng 9 năm 2010). Bài hát nhận được sự chú sý từ công chúng nhờ khả năng hát xuất sắc mà nhóm thể hiện được. Ngày 8 tháng 10 năm 2010 - một tuần sau ngày comeback - Beast xếp ở vị trí đầu tiên trong Music Bank của KBS với bài hát "Soom" (숨, nghĩa là "hơi thở") trong album Mastermind. Ngày 23 tháng 10 năm 2010, Beast là một trong những người nhận giải Nghệ sĩ châu Á mang tầm ảnh hưởng" vốn được trao cho những ai giành được sự chú ý nhiều nhất tại châu Á trong năm đó.
Ngày 3 tháng 11 năm 2010, Beast mở hàng cho phép đặt hàng trước mini-album thứ tư mang nhan đề Lights Go On Again. Album leo vào top 5 trên các bảng xếp hạng âm nhạc của Mnet vào ngày 8 tháng 11 năm 2010; ca khúc chủ đề "Lead" ra mắt ở ngay vị trí đầu bảng trong khi các bài hát còn lại trong mini-album thì lần lượt nắm giữ các vị trí số 2, 3, 4 và 5. Theo trang web đánh giá doanh số Hanteo thì doanh số bán ra của mini-album này đạt thành công to lớn và đứng đầu trong bảng thống kê.

#### 2011: Ra mắt tại Nhật, World Tour
Nhóm đã biểu diễn 2 bài hát ''Shock'' và ''Soom'' và được trao giải thưởng Bonsang tại lễ trao giải Seoul Music lần thứ 20 vào ngày 20 tháng 1 năm 2011 . BEAST cũng được xếp thứ 40 trong danh sách Forbes's Korea Celebrity 40 vào ngày 24 tháng 2 năm 2011. Single tiếng Nhật đầu tiên "Shock", được phát hành vào ngày 16 tháng 3 năm 2011, và đứng vị trí số 2 trên bảng xếp hạng hàng tuần của Oricon. Tuy nhiên, do trận động đất Tohoku năm 2011, tất cả lên kế hoạch quảng bá tại Nhật cho single của họ đã bị hủy bỏ.
Beast phát hành full album tiếng Hàn đầu tiên của họ vào ngày 17 tháng 5 năm 2011 với tựa đề Fiction and Fact. ca khúc của họ "On Rainy Days", phát hành dưới dạng kỹ thuật số trước khi phát hành album của họ, chiến thắng lần đầu tiên vào ngày KBS Music Bank 27, 2011. 2 single tiếng Nhật, "Bad girl" của họ, được phát hành vào ngày 15 tháng 6 năm 2011.

#### 2012: International Tour - Beautiful Show, Midnight Sun
Trong năm 2012, Beast đã tổ chức một tour diễn quốc tế, "Beautiful Show", tại 17 thành phố ở 12 quốc gia khác nhau từ châu Á, châu Âu, Bắc Mỹ và Nam Mỹ. Ca khúc của họ ''Hateful Person'' cũng đã được sử dụng làm nhạc nền cho một bộ phim truyền hình Hàn Quốc, "Big".
Ngày 11 tháng 7 lúc nửa đêm KST, Beast đã tổ chức một sự kiện "Hang Out On Live Air'' trên trang Google+ của mình để kỷ niệm 1000 ngày kể từ khi debut vào năm 2009. Họ đã nói chuyện với người hâm mộ từ 50 quốc gia và tiết lộ thông tin về sự trở lại của họ.Mặc dù đó là một đêm live-streaming muộn, nhiều người hâm mộ vẫn theo dõi để ủng hộ cho BEAST.
Vào ngày 21, Beast phát hành mini album thứ 5 Midnight Sun. Gần một giờ sau khi mini-album của họ đã được phát hành, MV "Beautiful Night" đã được phát hành trên kênh YouTube chính thức của BEAST. Trên 26 Tháng bảy 2012 lúc 23:00, họ đã tổ chức một concert tại Gwanghwamun Plaza, với 4.000 khán giả để quảng bá mini album thứ năm của họ Midnight Sun, và buổi concert đã được phát sóng trên chương trình âm nhạc Inkigayo của đài SBS. Ngày 16 tháng 8, Beast giành chiến thắng trên M! Countdown với "Beautiful Night", và đạt được vị trí đứng đầu trên bảng xếp hạng trong ba tuần liên tiếp.

#### 2013: Will you be okay &''Hard To Love, How To Love''
Ngày 29 tháng 5 năm 2013, Beast phát hành 1 single kỹ thuật số mang tên '' Will You Be Okay?", Một bản ballad được viết bởi thành viên Yong Junhyung.
Vào ngày 11, Cube Entertainment tiết lộ tên của album'' Hard to Love, How to love'', và ngày phát hành của album, 19 tháng 7, thông qua Twitter của họ. Vào ngày 12, tiết lộ bài hát chủ đề của album là "Shadow (Geurimja)", và một bức ảnh teaser. Ngày 15 Tháng Bảy, tracklist của album, bao gồm tám bài hát cũng đã được tiết lộ  và vào ngày hôm sau, tháng Bảy 16, video teaser cho "Shadow" đã được phát hành trên tài khoản YouTube chính thức của nhóm. Ngày 19 tháng 7, MV chính thức ''Shadow'' được phát hành.

#### 2014: Good luck, Time
Vào ngày 16 tháng 6 năm 2014, Beast phát hành mini album thứ sáu Good Luck của họ và giành No.1 trên nhiều chương trình âm nhạc.
Vào ngày 05 Tháng Mười 2014, Beast đã ra mắt mini-album mang tên Time thứ 7, với một teaser video được đăng trên kênh YouTube chính thức của họ. Album được phát hành vào ngày 20 tháng 10 năm 2014, với bài hát chủ đề 12:30'.

#### 2015: Mini album Ordinary
Beast phát hành mini album thứ tám Ordinary vào ngày 27 tháng 7. Bài hát chủ đề là "YeY" và phát hành MV cho bài hát chủ đề và MV cho bài hát pre-released ''Gotta Go To Work''. Khi "Gotta Go To Work" được phát hành, lập tức all-kill tất cả những bảng xếp hạng và nhận được rất nhiều phản hồi tích cực từ cư dân mạng. Tuy nhiên, bài hát chủ đề "YeY" có vẻ không được may mắn như thế. Tuy không all-kill như những lần comeback trước, nhưng cũng đã đem về cho Beast 4 chiếc cúp từ những đợt quảng bá trên các sân khấu âm nhạc cuối tuần. Lần comeback này không gặt hái được nhiều thành công như trước.
Ngày 16 tháng 11, Beast phát hành single ''The Last Word'' bằng tiếng Nhật.

#### 2016: Hyunseung rời nhóm, full album thứ 3Highlightvà Around US Entertainment
Ngày 9 tháng 3 năm 2016, Beast cho ra mắt album tiếng Nhật mang tên Guess Who?. Album bao gồm những bài hát tiếng Nhật đã cho ra mắt từ đầu năm 2015 đến khi ra mắt bài hát cuối cùng tên với album - "Guess Who?"
Ngày 19 tháng 4, Cube Entertainment xác nhận Hyunseung rời nhóm. Lý do đưa ra là khác biệt về phong cách âm nhạc. Beast sẽ tiếp tục hoạt động với năm thành viên và Hyunseung sẽ trở thành một nghệ sĩ solo.
Ngày 4 tháng 7, Beast trở lại với đội hình 5 thành viên cùng album phòng thu thứ ba mang tên Highlight với bài hát chủ đề là "Ribbon". Beast cũng đồng thời quảng bá bài hát pre-released là "Butterfly". Như hiệu ứng thành công từ những ca khúc pre-released trước kia của Beast, ca khúc "Butterfly" khi ra mắt đã all-kill trên các bảng xếp hạng âm nhạc trực tuyến. Khi album được phát hành, ca khúc "Ribbon" đứng đầu bảng xếp hạng, tiếp đến là "Butterfly", và các thứ tự còn lại là những bài hát khác trong album. Tuy nhiên, có vẻ như đợt quảng bá này không thành công lắm. Sau 3 tuần quảng bá trên các chương trình âm nhạc cuối tuần, ca khúc chỉ mang về 2 chiếc cúp. Nhưng sau khi ngưng hoạt động quảng bá cho album Highlight, bài hát Ribbon bất ngờ trụ vững trên bảng xếp hạng âm nhạc và đem về cho họ thêm 3 chiếc cúp, tổng cộng là 5 chiếc cúp cho đợt quảng bá ngắn ngủi.
Ngày 16 tháng 10 năm 2016, sau khi hết hạn hợp đồng với CUBE Entertaiment, có rất nhiều những tin đồn về việc cả năm thành viên sẽ không ký tiếp hợp đồng vời công ty và họ sẽ thành lập công ty quản lý của riêng mình, tên công ty là một trong những bản hit của nhóm.
Ngày 15 tháng 12 năm 2016, Beast chính thức công bố rằng nhóm sẽ thành lập một công ty quản lý cho riêng mình mang tên Around US Entertainment. Nhóm cũng sẽ rời bỏ cái tên "Beast" do bản quyền tên gọi thuộc về CUBE Entertaiment.

### Thời kỳ mang tênHighlight

#### 2017:Highlight, mini-album đầu tay CAN YOU FEEL IT?, mini-album repackage CALLING YOU và concert HIGHLIGHT LIVE 2017 - CAN YOU FEEL IT?
Ngày 24 tháng 2 năm 2017, Around Us Entertainment thông báo rằng từ thời điểm này nhóm Beast (cũ) sẽ bắt đầu hoạt động dưới cái tên Highlight.
Vào ngày 20 tháng 3 năm 2017, cả năm thành viên lần đầu ra mắt với cái tên Highlight cùng với mini-album đầu tay CAN YOU FEEL IT?. Như những EP và full album trước, đa số các bài hát được chắp bút bởi team GOOD LIFE. Và lần này, bài hát Start (시작) được đồng sáng tác bởi thành viên Yoseob và nhà sản xuất Gyuberlake, bài hát Dangerous (위험해) được đồng sản xuất bởi thành viên Gikwang và nhà sản xuất Kwon Philip. Ngoài ra, thành viên Junhyung cũng góp lời trong những bài hát.
Highlight bắt đầu hoạt động quảng bá ca khúc title của mini-album - Plz Don't Be Sad (얼굴 찌푸리지 말아요) - tại các chương trình âm nhạc vào ngày 28 tháng 3 năm 2017. Trong ba tuần quảng bá (từ ngày 28 tháng 3 năm 2017 đến ngày 9 tháng 4 năm 2017), nhóm giành được 8 chiếc cúp trên các chương trình âm nhạc. Trong đó, 3 chiếc cúp liên tiếp có được tại Music Bank giúp họ đạt được danh hiệu "Triple Crown". Ngoài ra Highlight còn giành được 5 chiếc cúp khác tại các chương trình: The Show (1 cúp), Show Champion (1 cúp), M Countdown (2 cúp), Inkigayo (1 cúp). Bài hát title và mini-album của đợt quảng bá này đã đem lại những thành tích đáng nể như 90 giờ chạm nóc bảng xếp hạng real-time của các kênh nghe nhạc trực tuyến; những phản hồi tích cực của cộng đồng mạng; thâu tóm được vị trí cao nhất trải đều ở ba hạng mục trên bảng xếp hạng Gaon: lượt nghe trực tuyến, lượt tải về, số lượng album tiêu thụ. Ngoài ra, con số 70.000 từ lượng doanh thu đĩa cứng trong tuần đầu tiên cũng đã chứng tỏ được phong độ và độ "nóng" của nhóm.
Ngày 9 tháng 4 năm 2017, Highlight đã có một buổi trò truyện trực tuyến với fan để thông báo về việc cho ra mini-album repackage và tổ chức concert đầu tiên dưới cái tên mới cho Highlight. Mini-album repackage đầu tay có tên CALLING YOU và bao gồm 7 ca khúc, trong đó có 5 ca khúc từng xuất hiện trong mini-album CAN YOU FEEL IT? và hai ca khúc mới - CALLING YOU và SLEEP TIGHT - được chấp bút bởi bộ đôi GOOD LIFE. CALLING YOU được ra mắt vào ngày 29 tháng 5 năm 2017.
Ngày 19 tháng 4 năm 2017, Around US Entertainment cho biết thêm thông tin về concert đầu tiên của Highlight "HIGHLIGHT LIVE 2017 - CAN YOU FEEL IT?". Ngày 29 tháng 4 năm 2017, vé concert bắt đầu được bán trên trang web của Interpark. Ngay sau khi mở bán, toàn bộ số vé trong 3 ngày diễn ra concert được tẩu tán với tốc độ chóng mặt. Ngày 2, 3 và 4 tháng 6 năm 2017, concert được diễn ra tại Jamsil Arena.
Cuối cùng, nhóm đã chọn được cái tên chính thức cho fandom là LIGHT (라이트). Buổi đăng kí fanclub "LIGHT" của nhóm được chính thức thực hiện từ ngày 15 tháng 6 năm 2017 đến ngày 14 tháng 7 năm 2017.
Ngày 16 tháng 10 năm 2017, Highlight phát hành mini album thứ 2 '' CELEBRATE '' với ca khúc chủ đề Can Be Better (어쩔 수 없지 뭐) để kỉ niệm 8 năm debut dưới một cái tên mới - một chặng đường mới.

#### 2018 - 2019: Thành viên Doojoon nhập ngũ
Ngày 24 tháng 8 năm 2018, thành viên Doojoon nhập ngũ sau khi được nhận lệnh vào ngày 22 tháng 8 năm 2018. Ngày xuất ngũ dự kiến của anh là ngày 10 tháng 4 năm 2020.
Ngày 20 tháng 11 năm 2018, Highlight phát hành mini album đặc biệt Outro cũng như là album cuối cùng trước khi các thành viên còn lại lên đường nhập ngũ. Mini album bao gồm 6 bài hát, trong đó 2 ca khúc Loved (사랑했나봐) và TAKE CARE (잘지내줘) là có sự góp giọng của các thành viên. Ca khúc thứ hai - Wind (바람) - là màn kết hợp giữa hai thành viên Yoseob và Dongwoon. Ca khúc thứ ba - Leave Me Alone (내버려둬) - là màn kết hợp giữa thành viên Junhyung và thành viên Gikwang. Riêng ca khúc thứ tư là bài hát solo của thành viên Doojoon trước khi anh nhập ngũ, Nightmare (오늘같은 밤이면). Vì đây là album dành tặng cho các fan nên nhóm quyết định sẽ dừng quảng bá trên tất cả các nền tảng âm nhạc.

#### 2021: Ra mắt Mini-album: The Blowing
Vào tháng 4 năm 2021, nhóm trở lại với mini-album thứ 3 The Blowing.
Tháng 9 năm 2021, thành viên YoSoeb ra mắt album đầu tiên mang tên Chocolate Box, gồm 12 bài hát, trong đó ca khúc chủ đề mang tên là Brain.

#### 2022: Ra mắt 1st Album: DayDream
Vào ngày 21 tháng 3 năm 2022, Full album đầu tiên của nhóm mang tên Daydream sau 5 năm ra mắt với cái tên Highlight. Album bao gồm 10 bài hát, ca khúc chủ đề cũng là Daydream như tên album, các ca khúc đa số đều được đồng sản xuất bởi thành viên Gikwang và nhà sản xuất khác như Noday, KZ, VO3E, NOD, VINCENZO,.... tuy nhiên ca khúc Our Eyes được đích thân DongWoon đồng sáng tác và đích thân viết lời. 
Nhóm bắt đầu quảng bá tại các chương trình âm nhạc vào ngày 24 tháng 3 năm 2022. Trong tuần quảng bá, nhóm giành được 03 chiếc cúp trên các chương trình âm nhạc, trong đó có 02 chiếc cúp thắng giải Hotstage tại Inkigayo. 
Ngày 18 tháng 4 năm 2022, sau gần 4 năm kể từ concert ngày 25/11/2018, Around US Entertainment thông báo tổ chức concert của Highlight mang tên "HIGHLIGHT LIVE 2022 - INTRO?". Concert được tổ chức cả offline lẫn online vào tháng 5 trong liên tiếp 3 ngày là ngày 21,22,23 tại sân vận động Jamsil Indoor Stadium - đây cũng là nơi HIGHLIGHT từng tổ chức 2 concert ‘Can You Feel It?’ và ‘HIGHLIGHT live 2017 - Celebrate’ và cũng là nơi BEAST tổ chức concert đầu tiên ‘Welcome to B2ST airline’. Concert online được tổ chức vào 22.05 (Chủ Nhật) và dưới hình thức streaming.
Ngày 21 tháng 4 năm 2022, Around US Entertainment thông báo cho ra mắt 𝗛𝗜𝗚𝗛𝗟𝗜𝗚𝗛𝗧 𝗢𝗙𝗙𝗜𝗖𝗜𝗔𝗟 𝗟𝗜𝗚𝗛𝗦𝗧𝗜𝗖𝗞 𝗩𝗘𝗥. 𝟮 và chính thức khai tử ver 1.

## Thành viên
| Nghệ danh           | Nghệ danh           | Tên khai sinh       | Tên khai sinh       | Tên khai sinh       | Quốc tịch           | Ngày sinh           |
| Latinh              | Hangul              | Latinh              | Hangul              | Hán-Việt            | Quốc tịch           | Ngày sinh           |
| Thành viên hiện tại | Thành viên hiện tại | Thành viên hiện tại | Thành viên hiện tại | Thành viên hiện tại | Thành viên hiện tại | Thành viên hiện tại |
| ------------------- | ------------------- | ------------------- | ------------------- | ------------------- | ------------------- | ------------------- |
| Doojoon             | 두준                | Yoon Doo-joon       | 윤두준              | Doãn Đẩu Tuấn       | Hàn Quốc            | 4 tháng 7, 1989     |
| Yoseob              | 요섭                | Yang Yo-seob        | 양요섭              | Dương Diệu Tiếp     | Hàn Quốc            | 5 tháng 1, 1990     |
| Gikwang             | 기광                | Lee Gi-kwang        | 이기광              | Lý Khởi Quang       | Hàn Quốc            | 30 tháng 3, 1990    |
| Dongwoon            | 동운                | Son Dong-woon       | 손동운              | Tôn Đông Vân        | Hàn Quốc            | 6 tháng 6, 1991     |
| Thành viên cũ       |                     |                     |                     |                     |                     |                     |
| Hyunseung           | 현승                | Jang Hyun-seung     | 장현승              | Trương Hiền Thắng   | Hàn Quốc            | 3 tháng 9, 1989     |
| Junhyung            | 준형                | Yong Jun-hyung      | 용준형              | Long Tuấn Hưởng     | Hàn Quốc            | 19 tháng 12, 1989   |

## Danh sách đĩa nhạc
| Album phòng thu - 2011: Fiction and Fact - 2013: Hard To Love, How To Love - 2016: Highlight - 2022: Daydream Đĩa mở rộng (EP, mini-album) - 2009: Beast Is the B2ST - 2010: Shock of the New Era - 2010: Mastermind - 2010: My Story - 2010: Lights Go On Again - 2012: Midnight Sun - 2014: Good Luck - 2014: TIME - 2015: ORDINARY - 2017: CAN YOU FEEL IT? - 2017: CALLING YOU - 2018: OUTRO - 2019: THE BLOWING | Album phòng thu - 2011: So Beast - 2016: "Guess Who?" Đĩa đơn - 2011: Shock - 2011: Bad Girl - 2012: Midnight -Hoshi wo Kazoeru Yoru- Album tổng hợp - 2010: Beast - Japan Premium Edition |

### Video âm nhạc
| Năm  | Video âm nhạc                                 |
| ---- | --------------------------------------------- |
| 2009 | Bad Girl                                      |
| 2010 | Shock                                         |
| 2010 | Take Care of My Girlfriend (Say No)           |
| 2010 | Mystery                                       |
| 2010 | Breath                                        |
| 2010 | Beautiful                                     |
| 2011 | Shock (Japanese Version)                      |
| 2011 | Fiction                                       |
| 2011 | Bad Girl (Japanese Version)                   |
| 2012 | Beautiful Night                               |
| 2012 | Midnight -Hoshi wo Kazoeru Yoru-              |
| 2013 | I'm Sorry                                     |
| 2013 | Shadow                                        |
| 2013 | How To Love                                   |
| 2014 | Adrenaline (Japanese Version)                 |
| 2014 | No More                                       |
| 2014 | Good Luck                                     |
| 2014 | Kimi wa dou/ How about you (Japanese version) |
| 2014 | 12:30                                         |
| 2015 | Gotta Go To Work                              |
| 2015 | YeY                                           |
| 2016 | Butterfly                                     |
| 2016 | Ribbon                                        |
| 2017 | It's Still Beautiful                          |
| 2017 | Plz Don't Be Sad                              |
| 2017 | Calling You                                   |
| 2017 | Can Be Better                                 |
| 2018 | Loved                                         |
| 2021 | Not The End                                   |
| 2022 | Daydream                                      |

## Giải thưởng
| Năm  | Giải thưởng |
| ---- | --- |
| 2009 | Bộ Văn hóa, Thể thao và Du lịch (Hàn Quốc): Giải Âm nhạc Tân binh (tháng 12) - Cyworld Digital Music Awards: Tân binh của tháng (tháng 12) ("Mystery") |
| 2010 | - 19th Seoul Music Awards: Giải Người mới - 4th Mnet 20's Choice Awards: Giải Smoothie King Cool Star - 7th Asia Song Festival: Giải Nghệ sĩ châu Á có tầm ảnh hưởng - 11th Korea Visual Arts Festival: Giải Ăn ảnh |
| 2011 | - 20th Seoul Music Awards: Giải Bonsang ("Soom" & "Shock") - 5th Mnet 20's Choice Awards: Ngôi sao biểu diễn nóng bỏng - 8th Asia Song Festival: Nghệ sĩ châu Á hàng đầu - 2011 Korean Popular Culture and Arts Award: Giải Văn hóa của Bộ trưởng Bộ Tài chính - 3rd Melon Music Awards: Top 10 (Bonsang) - 3rd Melon Music Awards: Nghệ sĩ của năm (Daesang) - 2011 KBS Music Festival: Bài hát của năm (bài "Fiction") |
| 2012 | - Seoul Music Awards lần thứ 21: Giải Bonsang (Fiction & On Rainy Days) - 7th Asia Model Awards: Giải nghệ sĩ đại chúng - 26th Japan Gold Disc Award: 3 nghệ sĩ mới xuất sắc nhất - 1st Gaon Chart Awards: Album của năm - 5th Nickelodeon Korea Kids Choice Awards: Nam ca sĩ được yêu thích - 4th Melon Music Awards: Top 10 (Bonsang) - 4th Melon Music Awards: Giải bình chọn của cư dân mạng - 1st Melon Music Awards: Nghệ sĩ của năm (Daesang) - Soompi Gayo Awards: Nghệ sĩ top 10 - #7 - Soompi Gayo Awards: Bài hát top 50 - #7 (아름다운 밤이야 (Beautiful Night)) |

### Golden Disk Awards
| Năm  | Lần thứ | Đề cử              | Giải thưởng                     | Kết quả   |
| ---- | ------- | ------------------ | ------------------------------- | --------- |
| 2010 | 25      |                    | Giải Người mới Samsung Yepp     | Đoạt giải |
| 2011 | 26      | "Fiction and Fact" | Disk Bonsang                    | Đoạt giải |
| 2011 | 26      | "Fiction and Fact" | Giải Biểu tượng K-pop CeCi      | Đoạt giải |
| 2011 | 26      | "Fiction and Fact" | Giải Quốc tế MSN                | Đoạt giải |
| 2012 | 27th    | "Midnight Sun"     | Giải Được mến mộ rộng rãi       | Đề cử     |
| 2012 | 27th    | "Midnight Sun"     | Giải Album đĩa                  | Đoạt giải |
| 2012 | 27th    | "Midnight Sun"     | Giải Nghệ sĩ xuất sắc nhất JTBC | Đoạt giải |

### Mnet Asian Music Awards
| Năm  | Lần | Đề cử             | Giải thưởng                                          | Kết quả   |
| ---- | --- | ----------------- | ---------------------------------------------------- | --------- |
| 2010 | 12  | "Shock"           | Nhóm nhạc nam xuất sắc nhất                          | Đề cử     |
| 2010 | 12  | "Shock"           | Màn biểu diễn vũ đạo xuất sắc nhất của nam           | Đề cử     |
| 2011 | 13  | "Fiction"         | Màn biểu diễn vũ đạo xuất sắc nhất của nam           | Đoạt giải |
| 2011 | 13  | "Fiction"         | Màn biểu diễn vũ đạo xuất sắc nhất của nam           | Đề cử     |
| 2012 | 14  | "Beautiful Night" | Màn biểu diễn vũ đạo xuất sắc nhất của nhóm nhạc nam | Đề cử     |
| 2012 | 14  | "Beautiful Night" | Nhóm nhạc nam toàn cầu xuất sắc nhất                 | Đề cử     |
| 2012 | 14  | "Beautiful Night" | Bài hát của năm                                      | Đề cử     |
| 2012 | 14  | "Beautiful Night" | Nghệ sĩ của năm                                      | Đề cử     |